# Subsurface (DJ)
Subsurface è un duo di DJ altoatesini, composto da Stefan e Clemens "Subsurface". Hanno raggiunto il loro primo successo nel 2015 con il singolo Mr. Magician e sono noti per le loro apparizioni regolari nei principali festival e in club famosi come l'Electric Love a Salisburgo o il BCM Planet Dance a Maiorca.

## Carriera
La carriera di DJ è iniziata per entrambi i membri nell'ottobre 2010, quando accidentalmente hanno scoperto il loro comune interesse per la musica elettronica ad una festa. Dopo le prime apparizioni nella loro città d'origine Bolzano, i due hanno deciso di allontanarsi dalla scena musica commerciale. Poco dopo sono stati presi dall'etichetta locale Dubstep e Drum & Bass Culture Assault Records e divennero parte integrante del LOVE ELECTRO! Festival. Nel 2015 hanno pubblicato il loro primo singolo con la cantautrice britannica Leanne Louise, pubblicato sul canale YouTube xKito.
Dopo ulteriori produzioni, nel gennaio 2017 è seguito un remix del singolo Paris dei The Chainsmokers con le voci del cantante britannico Shaun Reynolds e della svizzera Romy Wave. Il remix è stato caricato dal canale Youtube Trap City e utilizzato dalle star di TikTok Ranz and Niana per un dance-challenge. Il primo spettacolo come headliner in un altro continente è seguito nello stesso anno con il Somnium Festival in Perù.
Nel 2020, Subsurface e 2 amici hanno fondato la loro etichetta KARDO Records, su cui sono stati pubblicati i loro singoli Gold Skies e Get Lost.

## Live-Shows
Nei loro primi anni, Subsurface hanno suonato principalmente in occasione di eventi regionali. Nel 2012 sono diventati DJ residenti della serie di eventi LOVE ELECTRO! Festival ed erano sempre più associati ad artisti come Skrillex, Knife Party o Flux Pavilion. Nel 2014 e 2015 hanno vinto il DJ Contest dell'Electric Love Festival, dove da allora si esibiscono ogni anno, facendo il salto ai show regolari all'estero.
Nel 2016 e nel 2017, i due hanno suonato i loro primi show internazionali in Perù, Romania e Spagna. Per i concerti più grandi portavano regolarmente con loro il loro amico Karim MC. Nel 2019 i Subsurface hanno lanciato il loro primo bus-tour con concerti in Italia, Svizzera e Austria.
Subsurface si è esibito sul palco insieme a Steve Aoki, NERVO, Timmy Trumpet, Alan Walker, LMFAO, Will Sparks e altri.

## Discografia
- 2015: Subsurface - Mr. Magician (feat. Leanne Louise) [Moshbit Records]
- 2017: Subsurface - Paris (feat. Shaun Reynolds e Romy Wave)
- 2017: Subsurface - Without You (feat. Reese Redwood) [Kinphonic Records]
- 2017: Subsurface - There For You (feat. Destino)
- 2017: Subsurface - A Different Way (feat. Jonas Oberstaller)
- 2018: DJ Selecta & AVA - Collide (Subsurface Remix)
- 2020: Subsurface & Armen Paul - Lovin' Out Loud [AESTHETE]
- 2020: Subsurface & Armen Paul - Lovin' Out Loud (VIP Mix) [AESTHETE]
- 2020: Subsurface - Gold Skies (feat. Terry & Jonas Oberstaller) [KARDO Records]
- 2020: AVE & Subsurface - Get Lost [KARDO Records]